# Restauration de minéraux

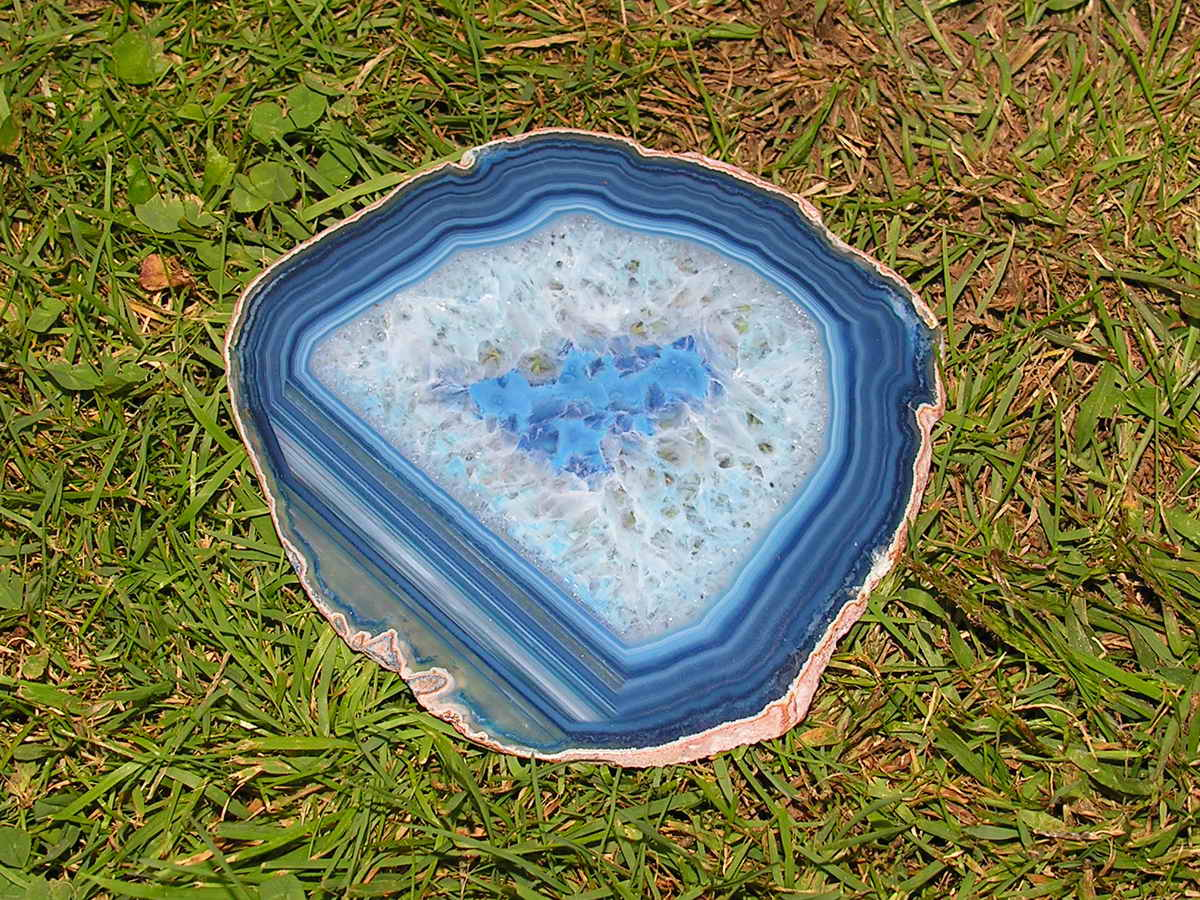
Rehaussement du bleu

L'extraction des géodes étant un art parfois délicat ainsi que leur sciage, il n'est pas rare que des cristaux internes s'en trouvent brisés. On peut donc constater régulièrement des collages dans des géodes afin de réparer des dégâts accidentels mais ceux-ci doivent être rigoureusement mentionnés à l'acheteur afin de ne pas laisser planer une intention frauduleuse mais aussi parce que la valeur marchande de la géode en est altérée.
Dans des cas nettement moins honnêtes, des faussaires vont utiliser une base de géode nettoyée pour y recoller des cristaux afin d'obtenir une géode d'une plus grande valeur marchande car plus rare voire créer des compositions de géodes encore jamais découvertes (comme la géode berbère).
Il est également possible de recouvrir les traces de montage de ces fraudes grâce à une cristallisation artificielle dans des bains de sels.